# Caricatures (Donald Byrd)
Caricatures è un album di Donald Byrd, pubblicato dalla Blue Note Records nel 1976.
Il disco fu registrato nell'aprile-maggio 1976 al The Sound Factory di Los Angeles, California (Stati Uniti).

## Tracce
Lato A
1. Dance Band – 6:09 (Rodney Mizell, Sigidi, Fonce Mizell)
2. Wild Life – 5:58 (Fonce Mizell, Larry Mizell, Sigidi)
3. Caricatures – 5:08 (Larry Mizell)
4. Science Funktion – 4:49 (Larry Mizell, Fonce Mizell, Rodney Mizell)

Lato B
1. Dancing in the Street – 4:40 (Marvin Gaye, William Stevenson, Ivy Joe Hunter)
2. Return of the King – 4:50 (Fonce Mizell, Rodney Mizell)
3. Onward 'Til Morning – 3:45 (Larry Minzell)
4. Tell Me – 4:18 (Donald Byrd, Larry Mizell)

## Musicisti
- Donald Byrd - flicorno, tromba, voce solista, accompagnamento vocale
- Oscar Brashear - tromba
- George Bohanon - trombone
- Gary Bartz - reeds
- Ernie Watts - reeds
- Jerry Peters - tastiere
- Patrice Rushen - tastiere
- Skip Scarbourough - tastiere
- Fonce Mizell - tastiere, tromba, accompagnamento vocale, arrangiamenti, conduttore musicale, compositore, produttore
- John Rowin - chitarra
- Bernard Beloyd Taylor - chitarra
- David T. Walker - chitarra
- Scott Edwards - basso elettrico (tranne nel brano: Dance Band)
- James Jamerson - basso elettrico (solo nel brano: Dance Band)
- Alphonse Mouzon - batteria (tranne nel brano: Dance Band)
- Harvey Mason - batteria (solo nel brano: Dance Band)
- Mayuto Correa - percussioni
- Stephanie Spruill - percussioni
- Mildred Lane - voce solista (brani: Dancing in the Street e Wild Life)
- Kay Haith - voce solista (brani: Onward 'Til Morning e Caricatures)
- Theresa Mitchell - accompagnamento vocale
- Vanessa Mitchell - accompagnamento vocale
- Larry Mizell - accompagnamento vocale, arrangiamenti, conduttore musicale, compositore, produttore
- sconosciuti - accompagnamento strumenti a corda e strumenti ad arco
- Wade Marcus - arrangiamenti strumenti a corda e strumenti ad arco, conduttore strumenti a corda e strumenti ad arco
- Sigidi Bashir Abdullah - conduttore musicale, compositore[1][4]